# 브루클린 식물원

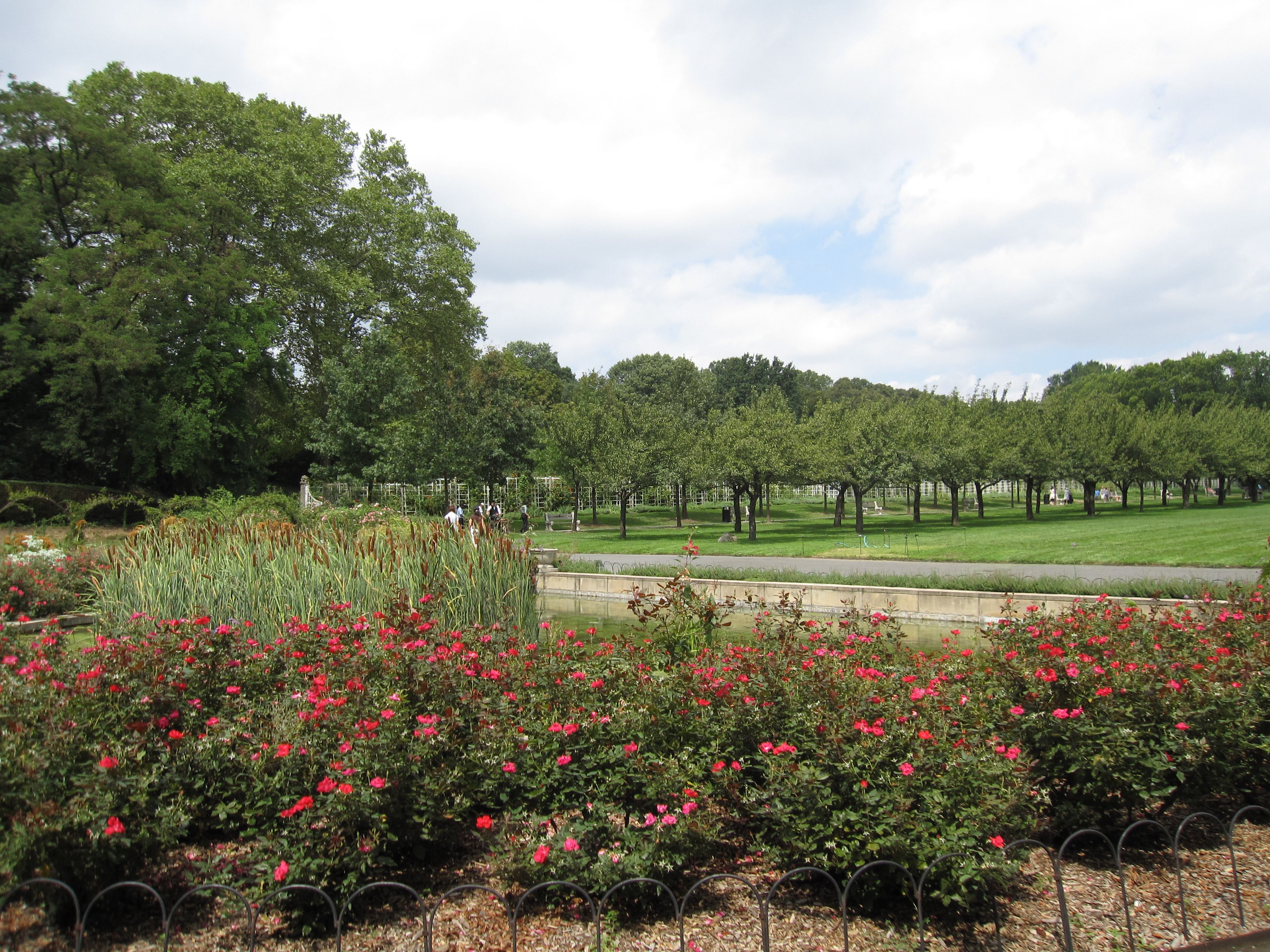
브루클린 식물원

브루클린 식물원(Brooklyn Botanic Garden, BBG)은 뉴욕 브루클린에 위치한 식물원이다. 1910년 문을 열었으며, 매년 900,000명 이상의 관광객이 찾아온다.